# Dark wave
Dark wave je naziv za pokret kasnih 1970-ih koji se naslanjao na popularnost new wavea. Uz osnovne karakteristike new wavea, dark wave je razvio mračne i tužne tekstove. Razvijao se usporedno uz druge stilove kasnih 1970-ih i 1980-ih.
Dark wave u užem smislu se koristi kao naziv za žanr glazbe koji koristi elemente raznih žanrova kao što su gothic rock, synthpop, post-industrial, neofolk i drugi. Primjeri takvih spojeva žanrova su bendovi The Sisters of Mercy, In the Nursery, Sopor Aeternus i Diary of Dreams.